# Izraeli Királyság

Az izraeliták elhurcolása Asszíriába III. Tiglatpilezer, V. Szalmanasszár és II. Szárgon ideje alatt

Az Izraeli Királyság, az ókori Egységes Izraeli Királyság szétszakadása után az északi országrész megnevezése volt. A királyság Kr. e. 930-tól az ország asszír leigázásáig Kr. e. 722-ig állt fenn.

## Története
Salamon király halála után Izrael két részre szakadt. Az északi királyság története a Biblia alapján I. Jeroboám és az izraeli törzsek többségének elpártolásával kezdődött. A főváros az első évben Szikem, majd Peniél, Tirca, végül Omri uralkodásától az ország pusztulásáig Szamária lett. Júda és Benjámin törzse a déli országrészhez került a Júdai Királyság néven Jeruzsálem fővárossal és Roboám királlyal az élén.
A kutatók is úgy vélik, amelyre még a Szentírás alapján is következtetni lehet, hogy a tíz északi törzs nehezményezte Júda túlsúlyát a dávidi és salamoni királyságon belül, illetve számos előnytelen, de már elavult törvény élt még (így az örökös adósrabszolgaság intézménye), s nem kizárt a déli vezető réteg esetleg telhetetlensége sem, ami a salamoni virágkor egyik negatív hozadéka. Roboám nem volt hajlandó engedményekre, ezért döntött a tíz északi törzs az elszakadás mellett.
Az Izraeli Királyság uralkodóit és a nép nagy részét végig az istentelen élet jellemezte. Az országrész elszakadása után I. Jeroboám Dánban és Béthelben aranyborjút állíttatott fel bálványként, és megtiltotta országában az izraelitáknak, hogy Jeruzsálembe, a salamoni templomhoz zarándokoljanak. Ennek nyilván politikai indítékai voltak (melyre szintén találunk utalást a Szentírásban), hogy Jeroboám növelje a különbségeket Júdával, nehogy valamiképp később szóba kerüljön a két ország újbóli egyesülése. Akháb király és dinasztiája különösen istentelen volt, ebben nagy szerepe volt feleségének, Jezabelnek is, aki nem volt zsidó nemzetiségű. A saját népének kultuszának behozatalával és erősítésével a maga hatalmát is erősíteni akarta Izráel felett. Az ő idejében lépett fel Illés, majd később Elizeus próféta. Utóbbi utasította - Isten szavára - Jéhut, hogy irtsa ki az Akháb-dinasztiát, így Jezabelt is megölte, aki már viszont korábban elvesztette hatalmi túlsúlyát, mikor Illés egy fogadás során a Kármel hegyen legyőzte, majd pedig megölette papjait, komoly csapást mérve a királyné tekintélyére. Jéhu új dinasztiát alapított, de az ország fokozatosan a szakadék szélére jutott. II. Jeroboám idejében még gazdasági és politikai virágzás következett be, majd az ország az asszíroktól való függőségbe került. Pekah király próbált egy asszír-ellenes szövetséget létrehozni, majd III. Tiglatpilezer megtámadta az országát és sok izraelitát vitt fogságba Asszíriába.
Az ország utolsó királya Hóseás volt, aki kezdetben adófizetője volt az Asszír Birodalomnak, majd később fellázadt ellenük. Szalmanasszár Kr. e. 725 körül ostrom alá vette az ország fővárosát, Szamáriát, amely mintegy 3 évig tartott. Ezalatt sokan pusztultak el éhség, betegségek vagy fegyver által. Az asszír uralkodó maga is a hosszú ostrom ideje alatt halt meg. Végül II. Szárgon seregei legyőzték a várost és az országot. A függetlenség elvesztésén túl a nagyobb tragédiát az jelentette, hogy az asszírok a lakosság nagy részét fogságba hurcolták, ahol azok aztán szétszóródtak a hatalmas birodalom tartományaiban, ezzel pedig megszűnt a korábbi tíz izráeli törzs, s csökkent a zsidóság aránya is. Az izraeliták helyére idegen vallású és nyelvű népeket telepítettek be. Ezek a népek az otthon maradott zsidókkal vegyülve lettek az úgynevezett szamaritánusok, akikkel a júdai zsidók a későbbiek folyamán nem vállaltak semmilyen közösséget.

## Az ország uralkodói
I. Jeroboám ·  Nádáb ·  Baása ·  Éla ·  Zimri ·  Tibni ·  Omri ·  Akháb ·  Akházia ·  Jórám ·  Jéhu ·  Jóáház ·  Jóás ·  II. Jeroboám ·  Zakariás ·  Sallum ·  Menáhem ·  Pekahja ·  Pekah ·  Hóseás

## Fordítás
Ez a szócikk részben vagy egészben  a   Kingdom of Israel (Samaria) című angol Wikipédia-szócikk fordításán alapul.  Az eredeti cikk szerkesztőit annak laptörténete sorolja fel. Ez a jelzés csupán a megfogalmazás eredetét és a szerzői jogokat jelzi, nem szolgál a cikkben szereplő információk forrásmegjelöléseként.